# Großer Preis von Japan
Unter Großer Preis von Japan versteht man, abgesehen von den Motorradrennen, in erster Linie die Formel-1-Rennen, die erstmals in den Saisons 1976 und 1977 auf dem Fuji Speedway in der Präfektur Shizuoka in Japan stattfanden. Zuvor waren jedoch seit 1963 unter diesem Prädikat auch andere Automobilrennen ausgetragen worden, etwa für Sportwagen, zunächst in Suzuka, dann in Fuji.

## Geschichte
Von 1987 bis 2006 wurde der Große Preis von Japan (Fuji Television Japanese Grand Prix) regelmäßig jährlich auf dem Suzuka International Racing Course nahe Suzuka in der Präfektur Mie ausgetragen.
1994 und 1995 fanden jeweils zwei Formel-1-Rennen in Japan statt. Diese zusätzlichen Rennen wurde unter dem Namen Großer Preis des Pazifik auf dem Tanaka International Circuit in Aida veranstaltet.
In der Saison 2007 wurde der Große Preis von Japan wieder auf dem vollständig renovierten Fuji Speedway ausgetragen. Ab 2009 sollte ein jährlicher Wechsel mit Suzuka stattfinden, was auf einer Pressekonferenz der FIA im Vorfeld des Großen Preises von Italien in Monza am 8. September 2007 bekanntgegeben wurde. Jedoch gab der Toyota-Konzern, Betreiber des Fuji Speedways, am 7. Juli 2009 bekannt, den Großen Preis von Japan aufgrund finanzieller Schwierigkeiten nicht mehr auszutragen. Seit 2009 findet der Große Preis von Japan daher wieder jährlich in Suzuka statt. Für 2020 und 2021 wurde das Rennen jedoch aufgrund der COVID-19-Pandemie abgesagt.

## Strecken

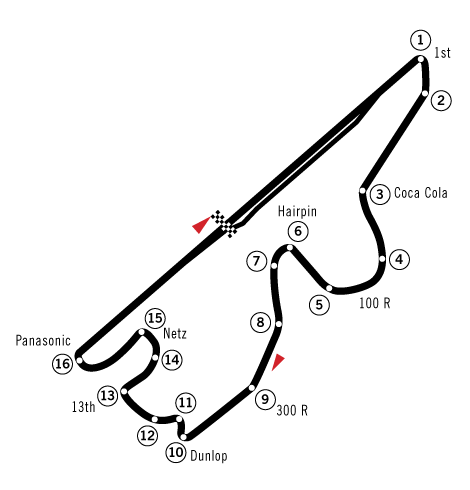
Fuji Speedway

## Ergebnisse
| Auflage | Jahr          | Strecke                                 | Sieger                                      | Zweiter                                   | Dritter                                 | Pole-Position                               | Schnellste Runde                            |                             |
| ------- | ------------- | --------------------------------------- | ------------------------------------------- | ----------------------------------------- | --------------------------------------- | ------------------------------------------- | ------------------------------------------- | --------------------------- |
| 01      | 1963          | Suzuka                                  | Peter Warr (Lotus-Cosworth)                 | nicht bekannt                             | nicht bekannt                           | nicht bekannt                               | nicht bekannt                               |                             |
| 02      | 1964          | Suzuka                                  | Michael Knight (Brabham)                    | nicht bekannt                             | nicht bekannt                           | nicht bekannt                               | nicht bekannt                               |                             |
|         | 1965          | kein Großer Preis von Japan             | kein Großer Preis von Japan                 | kein Großer Preis von Japan               | kein Großer Preis von Japan             | kein Großer Preis von Japan                 | kein Großer Preis von Japan                 | kein Großer Preis von Japan |
|         |               |                                         |                                             |                                           |                                         |                                             |                                             |                             |
| 03      | 1966          | Fuji                                    | Yoshikazu Sunako (Prince)                   | nicht bekannt                             | nicht bekannt                           | nicht bekannt                               | nicht bekannt                               |                             |
| 04      | 1967          | Fuji                                    | Tetsu Ikuzawa (Porsche)                     | nicht bekannt                             | nicht bekannt                           | nicht bekannt                               | nicht bekannt                               |                             |
| 05      | 1968          | Fuji                                    | Moto Kitano (Nissan)                        | nicht bekannt                             | nicht bekannt                           | nicht bekannt                               | nicht bekannt                               |                             |
| 06      | 1969          | Fuji                                    | Motoharu Kurosawa (Nissan)                  | nicht bekannt                             | nicht bekannt                           | nicht bekannt                               | nicht bekannt                               |                             |
|         | 1970          | kein Großer Preis von Japan             | kein Großer Preis von Japan                 | kein Großer Preis von Japan               | kein Großer Preis von Japan             | kein Großer Preis von Japan                 | kein Großer Preis von Japan                 | kein Großer Preis von Japan |
| 07      | 1971          | Fuji                                    | Kuniomi Nagamatsu (Mitsubishi)              | nicht bekannt                             | nicht bekannt                           | nicht bekannt                               | nicht bekannt                               |                             |
| 08      | 1972          | Fuji                                    | John Surtees (Surtees)                      | nicht bekannt                             | nicht bekannt                           | nicht bekannt                               | nicht bekannt                               |                             |
| 09      | 1973          | Fuji                                    | Motoharu Kurosawa (March)                   | nicht bekannt                             | nicht bekannt                           | nicht bekannt                               | nicht bekannt                               |                             |
|         | 1974          | kein Großer Preis von Japan             | kein Großer Preis von Japan                 | kein Großer Preis von Japan               | kein Großer Preis von Japan             | kein Großer Preis von Japan                 | kein Großer Preis von Japan                 | kein Großer Preis von Japan |
| 10      | 1975          | Fuji                                    | Masahiro Hasemi (March)                     | nicht bekannt                             | nicht bekannt                           | nicht bekannt                               | nicht bekannt                               |                             |
| 11      | 1976          | Fuji                                    | Jacques Laffite (BMW)                       | nicht bekannt                             | nicht bekannt                           | nicht bekannt                               | nicht bekannt                               |                             |
| 12      | 1976          | Fuji                                    | Mario Andretti (Lotus-Ford)                 | Patrick Depailler (Tyrrell-Ford)          | James Hunt (McLaren-Ford)               | Mario Andretti (Lotus-Ford)                 | Masahiro Hasemi (Kojima-Ford)               |                             |
| 13      | 1977          | Fuji                                    | James Hunt (McLaren-Ford)                   | Carlos Reutemann (Ferrari)                | Patrick Depailler (Tyrrell-Ford)        | Mario Andretti (Lotus-Ford)                 | Jody Scheckter (Wolf-Ford)                  |                             |
|         | 1978 bis 1986 | kein Großer Preis von Japan             | kein Großer Preis von Japan                 | kein Großer Preis von Japan               | kein Großer Preis von Japan             | kein Großer Preis von Japan                 | kein Großer Preis von Japan                 | kein Großer Preis von Japan |
|         |               |                                         |                                             |                                           |                                         |                                             |                                             |                             |
| 14      | 1987          | Suzuka                                  | Gerhard Berger (Ferrari)                    | Ayrton Senna (Lotus-Honda)                | Stefan Johansson (McLaren-TAG)          | Gerhard Berger (Ferrari)                    | Alain Prost (McLaren-TAG)                   |                             |
| 15      | 1988          | Suzuka                                  | Ayrton Senna (McLaren-Honda)                | Alain Prost (McLaren-Honda)               | Thierry Boutsen (Benetton-Ford)         | Ayrton Senna (McLaren-Honda)                | Ayrton Senna (McLaren-Honda)                |                             |
| 16      | 1989          | Suzuka                                  | Alessandro Nannini (Benetton-Ford)          | Riccardo Patrese (Williams-Renault)       | Thierry Boutsen (Williams-Renault)      | Ayrton Senna (McLaren-Honda)                | Alain Prost (McLaren-Honda)                 |                             |
| 17      | 1990          | Suzuka                                  | Nelson Piquet (Benetton-Ford)               | Roberto Moreno (Benetton-Ford)            | Aguri Suzuki (Lola-Lamborghini)         | Ayrton Senna (McLaren-Honda)                | Riccardo Patrese (Williams-Renault)         |                             |
| 18      | 1991          | Suzuka                                  | Gerhard Berger (McLaren-Honda)              | Ayrton Senna (McLaren-Honda)              | Riccardo Patrese (Williams-Renault)     | Gerhard Berger (McLaren-Honda)              | Ayrton Senna (McLaren-Honda)                |                             |
| 19      | 1992          | Suzuka                                  | Riccardo Patrese (Williams-Renault)         | Gerhard Berger (McLaren-Honda)            | Martin Brundle (Benetton-Ford)          | Nigel Mansell (Williams-Renault)            | Nigel Mansell (Williams-Renault)            |                             |
| 20      | 1993          | Suzuka                                  | Ayrton Senna (McLaren-Ford)                 | Alain Prost (Williams-Renault)            | Mika Häkkinen (McLaren-Ford)            | Alain Prost (Williams-Renault)              | Alain Prost (Williams-Renault)              |                             |
| 21      | 1994          | Suzuka                                  | Damon Hill (Williams-Renault)               | Michael Schumacher (Benetton-Ford)        | Jean Alesi (Ferrari)                    | Michael Schumacher (Benetton-Ford)          | Damon Hill (Williams-Renault)               |                             |
| 22      | 1995          | Suzuka                                  | Michael Schumacher (Benetton-Renault)       | Mika Häkkinen (McLaren-Mercedes)          | Johnny Herbert (Benetton-Renault)       | Michael Schumacher (Benetton-Renault)       | Michael Schumacher (Benetton-Renault)       |                             |
| 23      | 1996          | Suzuka                                  | Damon Hill (Williams-Renault)               | Michael Schumacher (Ferrari)              | Mika Häkkinen (McLaren-Mercedes)        | Jacques Villeneuve (Williams-Renault)       | Jacques Villeneuve (Williams-Renault)       |                             |
| 24      | 1997          | Suzuka                                  | Michael Schumacher (Ferrari)                | Heinz-Harald Frentzen (Williams-Renault)  | Eddie Irvine (Ferrari)                  | Jacques Villeneuve (Williams-Renault)       | Heinz-Harald Frentzen (Williams-Renault)    |                             |
| 25      | 1998          | Suzuka                                  | Mika Häkkinen (McLaren-Mercedes)            | Eddie Irvine (Ferrari)                    | David Coulthard (McLaren-Mercedes)      | Michael Schumacher (Ferrari)                | Michael Schumacher (Ferrari)                |                             |
| 26      | 1999          | Suzuka                                  | Mika Häkkinen (McLaren-Mercedes)            | Michael Schumacher (Ferrari)              | Eddie Irvine (Ferrari)                  | Michael Schumacher (Ferrari)                | Michael Schumacher (Ferrari)                |                             |
| 27      | 2000          | Suzuka                                  | Michael Schumacher (Ferrari)                | Mika Häkkinen (McLaren-Mercedes)          | David Coulthard (McLaren-Mercedes)      | Michael Schumacher (Ferrari)                | Mika Häkkinen (McLaren-Mercedes)            |                             |
| 28      | 2001          | Suzuka                                  | Michael Schumacher (Ferrari)                | Juan Pablo Montoya (Williams-BMW)         | David Coulthard (McLaren-Mercedes)      | Michael Schumacher (Ferrari)                | Ralf Schumacher (Williams-BMW)              |                             |
| 29      | 2002          | Suzuka                                  | Michael Schumacher (Ferrari)                | Rubens Barrichello (Ferrari)              | Kimi Räikkönen (McLaren-Mercedes)       | Michael Schumacher (Ferrari)                | Michael Schumacher (Ferrari)                |                             |
| 30      | 2003          | Suzuka                                  | Rubens Barrichello (Ferrari)                | Kimi Räikkönen (McLaren-Mercedes)         | David Coulthard (McLaren-Mercedes)      | Rubens Barrichello (Ferrari)                | Ralf Schumacher (Williams-BMW)              |                             |
| 31      | 2004          | Suzuka                                  | Michael Schumacher (Ferrari)                | Ralf Schumacher (Williams-BMW)            | Jenson Button (BAR-Honda)               | Michael Schumacher (Ferrari)                | Rubens Barrichello (Ferrari)                |                             |
| 32      | 2005          | Suzuka                                  | Kimi Räikkönen (McLaren-Mercedes)           | Giancarlo Fisichella (Renault)            | Fernando Alonso (Renault)               | Ralf Schumacher (Toyota)                    | Kimi Räikkönen (McLaren-Mercedes)           |                             |
| 33      | 2006          | Suzuka                                  | Fernando Alonso (Renault)                   | Felipe Massa (Ferrari)                    | Giancarlo Fisichella (Renault)          | Felipe Massa (Ferrari)                      | Fernando Alonso (Renault)                   |                             |
|         |               |                                         |                                             |                                           |                                         |                                             |                                             |                             |
| 34      | 2007          | Fuji                                    | Lewis Hamilton (McLaren-Mercedes)           | Heikki Kovalainen (Renault)               | Kimi Räikkönen (Ferrari)                | Lewis Hamilton (McLaren-Mercedes)           | Lewis Hamilton (McLaren-Mercedes)           |                             |
| 35      | 2008          | Fuji                                    | Fernando Alonso (Renault)                   | Robert Kubica (BMW Sauber)                | Kimi Räikkönen (Ferrari)                | Lewis Hamilton (McLaren-Mercedes)           | Felipe Massa (Ferrari)                      |                             |
|         |               |                                         |                                             |                                           |                                         |                                             |                                             |                             |
| 36      | 2009          | Suzuka                                  | Sebastian Vettel (Red Bull-Renault)         | Jarno Trulli (Toyota)                     | Lewis Hamilton (McLaren-Mercedes)       | Sebastian Vettel (Red Bull-Renault)         | Mark Webber (Red Bull-Renault)              |                             |
| 37      | 2010          | Suzuka                                  | Sebastian Vettel (Red Bull-Renault)         | Mark Webber (Red Bull-Renault)            | Fernando Alonso (Ferrari)               | Sebastian Vettel (Red Bull-Renault)         | Mark Webber (Red Bull-Renault)              |                             |
| 38      | 2011          | Suzuka                                  | Jenson Button (McLaren-Mercedes)            | Fernando Alonso (Ferrari)                 | Sebastian Vettel (Red Bull-Renault)     | Sebastian Vettel (Red Bull-Renault)         | Jenson Button (McLaren-Mercedes)            |                             |
| 39      | 2012          | Suzuka                                  | Sebastian Vettel (Red Bull-Renault)         | Felipe Massa (Ferrari)                    | Kamui Kobayashi (Sauber-Ferrari)        | Sebastian Vettel (Red Bull-Renault)         | Sebastian Vettel (Red Bull-Renault)         |                             |
| 40      | 2013          | Suzuka                                  | Sebastian Vettel (Red Bull-Renault)         | Mark Webber (Red Bull-Renault)            | Romain Grosjean (Lotus-Renault)         | Mark Webber (Red Bull-Renault)              | Mark Webber (Red Bull-Renault)              |                             |
| 41      | 2014          | Suzuka                                  | Lewis Hamilton (Mercedes)                   | Nico Rosberg (Mercedes)                   | Sebastian Vettel (Red Bull-Renault)     | Nico Rosberg (Mercedes)                     | Lewis Hamilton (Mercedes)                   |                             |
| 42      | 2015          | Suzuka                                  | Lewis Hamilton (Mercedes)                   | Nico Rosberg (Mercedes)                   | Sebastian Vettel (Ferrari)              | Nico Rosberg (Mercedes)                     | Lewis Hamilton (Mercedes)                   |                             |
| 43      | 2016          | Suzuka                                  | Nico Rosberg (Mercedes)                     | Max Verstappen (Red Bull-TAG Heuer)       | Lewis Hamilton (Mercedes)               | Nico Rosberg (Mercedes)                     | Sebastian Vettel (Ferrari)                  |                             |
| 44      | 2017          | Suzuka                                  | Lewis Hamilton (Mercedes)                   | Max Verstappen (Red Bull-TAG Heuer)       | Daniel Ricciardo (Red Bull-TAG Heuer)   | Lewis Hamilton (Mercedes)                   | Valtteri Bottas (Mercedes)                  |                             |
| 45      | 2018          | Suzuka                                  | Lewis Hamilton (Mercedes)                   | Valtteri Bottas (Mercedes)                | Max Verstappen (Red Bull-TAG Heuer)     | Lewis Hamilton (Mercedes)                   | Sebastian Vettel (Ferrari)                  |                             |
| 46      | 2019          | Suzuka                                  | Valtteri Bottas (Mercedes)                  | Sebastian Vettel (Ferrari)                | Lewis Hamilton (Mercedes)               | Sebastian Vettel (Ferrari)                  | Lewis Hamilton (Mercedes)                   |                             |
|         | 2020          | abgesagt aufgrund der COVID-19-Pandemie | abgesagt aufgrund der COVID-19-Pandemie     | abgesagt aufgrund der COVID-19-Pandemie   | abgesagt aufgrund der COVID-19-Pandemie | abgesagt aufgrund der COVID-19-Pandemie     | abgesagt aufgrund der COVID-19-Pandemie     |                             |
| 2021    |               | abgesagt aufgrund der COVID-19-Pandemie | abgesagt aufgrund der COVID-19-Pandemie     | abgesagt aufgrund der COVID-19-Pandemie   | abgesagt aufgrund der COVID-19-Pandemie | abgesagt aufgrund der COVID-19-Pandemie     | abgesagt aufgrund der COVID-19-Pandemie     |                             |
| 47      | 2022          | Suzuka                                  | Max Verstappen (Red Bull-RBPT)              | Sergio Pérez (Red Bull-RBPT)              | Charles Leclerc (Ferrari)               | Max Verstappen (Red Bull-RBPT)              | Zhou Guanyu (Alfa Romeo-Ferrari)            |                             |
| 48      | 2023          | Suzuka                                  | Max Verstappen (Red Bull-RBPT)              | Lando Norris (McLaren-Mercedes)           | Oscar Piastri (McLaren-Mercedes)        | Max Verstappen (Red Bull-RBPT)              | Max Verstappen (Red Bull-RBPT)              |                             |
| 49      | 2024          | Suzuka                                  | Max Verstappen (Red Bull Racing-Honda RBPT) | Sergio Pérez (Red Bull Racing-Honda RBPT) | Carlos Sainz jr. (Ferrari)              | Max Verstappen (Red Bull Racing-Honda RBPT) | Max Verstappen (Red Bull Racing-Honda RBPT) |                             |
| 50      | 2025          | Suzuka                                  | Max Verstappen (Red Bull Racing-Honda RBPT) | Lando Norris (McLaren-Mercedes)           | Oscar Piastri (McLaren-Mercedes)        | Max Verstappen (Red Bull Racing-Honda RBPT) | Andrea Kimi Antonelli (Mercedes)            |                             |

| Legende   | Legende                                                                                              | Legende                                                     |
| Abkürzung | Klasse                                                                                               | Kommentar                                                   |
| --------- | --- | ----------------------------------------------------------- |
| F1        | Formel 1                                                                                             | Formel-1-Weltmeisterschaft ab 1950                          |
| F2        | Formel 2                                                                                             |                                                             |
| FL        | Formula libre                                                                                        | Fahrzeugklasse in der Regel vom Veranstalter ausgeschrieben |
| SW        | Sportwagen                                                                                           |                                                             |
| TW        | Tourenwagen                                                                                          |                                                             |
| GP        | Grand-Prix-Fahrzeuge                                                                                 |                                                             |
|           | ↓ Durchgehende graue Linien zeigen an, wann in der Geschichte auf einem neuen Kurs gefahren wurde. ↓ |                                                             |
|           | |                                                             |
|           | Einträge mit hellrotem Hintergrund waren keine Läufe zur Automobil- bzw. Formel-1-Weltmeisterschaft. |                                                             |
|           | Einträge mit gelbem Hintergrund waren Läufe zur Europameisterschaft.                                 |                                                             |

## Belege
1. ↑  Formel 1 2020: Baku, Singapur und Suzuka offiziell abgesagt, auf motorsport-total.com
2. ↑  Formel 1: GP von Japan abgesagt. In: srf.ch. 18. August 2021, abgerufen am 18. August 2021.

Koordinaten: 35° 22′ 8,1″ N, 138° 55′ 32,3″ O